# Оборонная улица (Серпухов)
Оборонная улица — одна из улиц центральной части города Серпухова Московской области.

## Описание
Оборонная улица города Серпухов берёт своё начало от Нового моста через реку Нару и далее уходит в северо-восточном направлении. Заканчивается Оборонная улица на стыке Комиссаровской улицы и 2-го переулка Возрождения.
Улицу пересекают 1-я Московская улица, переходящая в Московское шоссе, а также Ситценабивная улица.
По ходу движения с начала улицы, справа примыкают Тульская улица и улица Верхние Гончары.
Слева по ходу движения с начала улицы примыкают Береговая улица и улица Возрождения.
Нумерация домов по Оборонной улице начинается со стороны Нового моста.
Почтовый индекс Оборонной улицы в городе Серпухове — 142211.
На всем протяжении улицы осуществляется двустороннее движение транспорта, за исключением участка от улицы Возрождения до стыка Коммисаровской улицы и 2-го переулка Возрождения, где осуществляется одностороннее движение.

## Примечательные здания и сооружения

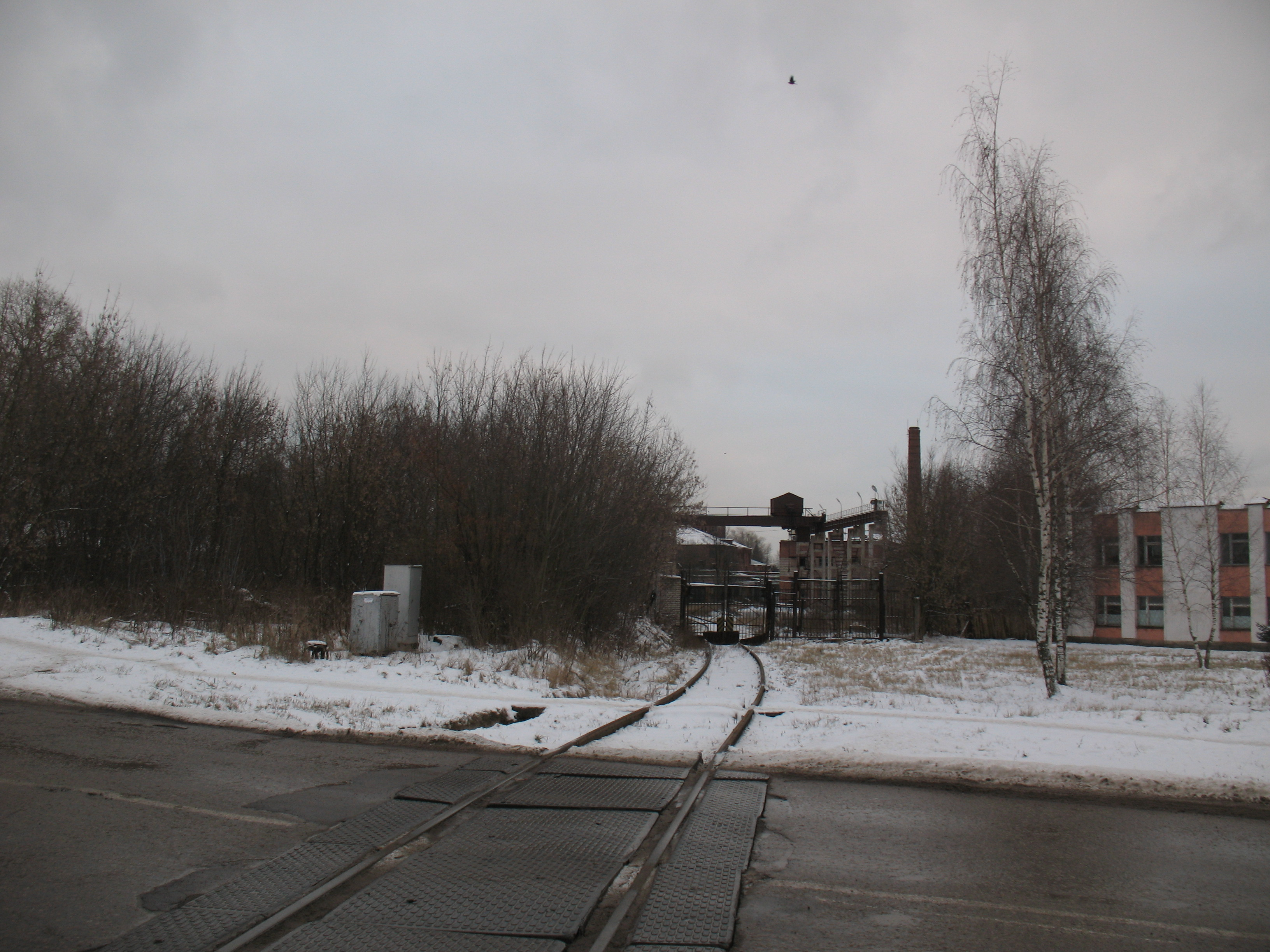
Станция «Серпухов-Ветка»

- Сквер имени Урицкого — пересечение Оборонной улицы, Московского шоссе и 1-й Московской улицы. В 2016 году были проведены работы по благоустройству территории сквера, проведены санитарные рубки и работы и уходу за зелеными насаждениями[2].
- Церковь Казанской иконы Божией матери в Серпухове — улица Верхние Гончары, владение 19. Храм был построен в 1737 году, в советское время как и многие другие был закрыт. В 1999 году храм был передан православной церкви, с этого момента возобновились богослужения и начались восстановительные работы[3].
- Серпуховский кожно-венерологический диспансер — Тихвинский тупик, владение 9.
- Железнодорожная (непассажирская) станция «Серпухов-Ветка» — рядом с владением 9 по 1-му Оборонному переулку.

## Транспорт
По Оборонной улице осуществляется движение общественного транспорта. Здесь проходят автобусные городские маршруты № 2, № 106 и № 17.